# Артуро Фернандес Виаль (футбольный клуб)
«Арту́ро Ферна́ндес Виа́ль» (исп. Club Deportivo Arturo Fernández Vial) — чилийский футбольный клуб из города Консепсьон.

## История
Основан 15 июня 1903 года. Домашние матчи проходят на стадионе Мунисипаль де Консепсьон в Консепсьоне, вмещающем 35 000 зрителей.
Клуб прекратил свою деятельность по финансовым причинам в 2013 году. В 2018 году вернулся к соревновательной активности и заявился на Второй дивизион. «Артуро Фернандесу Виалю» удалось избежать вылета только в предпоследнем туре. Однако в начале 2019 года, как и шестью годами до того, клуб вновь снялся с соревнований. Команда продолжила выступления в Третьем дивизионе усилиями футболистов своей молодёжной школы.

## Достижения
- Победитель Второго дивизиона (1): 1982

## Сезоны
- Сезонов в Примере: 9 (1983—1984, 1986—1992)
- Сезонов в Примере B: 20 (1982, 1985, 1993—2008, 2021—н. в.)
- Сезонов во Втором дивизионе: 4 (2012, 2018—2020)
- Сезонов в Третьем дивизионе: 8 (1981, 2009—2013, 2016—2017)